# تشرشل وهتلر والحرب غير الضرورية (كتاب)
تشرشل وهتلر والحرب غير الضرورية
تشرشل وهتلر والحرب غير الضرورية: كيف خسرت بريطانيا إمبراطوريتها وكيف خسر الغرب العالم (بالإنجليزية: Churchill, Hitler and the Unnecessary War: How Britain Lost Its Empire and the West Lost the World)‏، وهو كتاب للكاتب الأمريكي باتريك ج. بوكانان، نُشر في شهر مايو عام 2008. يوضح بوكانان في كتابه أن الحرب العالمية الأولى والحرب العالمية الثانية كانتا حربان غير ضروريتين وأن قرار الإمبراطورية البريطانية بالاشتراك فيهما كان قرارًا كارثيًا للعالم كله. وتعتبر رغبة بوكانان في هدم الثقافة التي أطلق عليها «طائفة تشرشل» عند النخبة الأمريكية أحد أهم الأهداف التي عبّر عنها بكتابه، ولهذا ركز على إظهار دور ونستون تشرشل في إقحام بريطانيا في حربين ضد ألمانيا عام 1914 وعام 1939.

## نبذة عن الكتاب
يستشهد بوكانان في كتابه بالعديد من المؤرخين مثل جورج كينان، وأندرياس هيلغروبر، وسيمون ك. نيومان، ونيال فيرغسون، وتشارلز تانسل، وباول دبليو. شرودر، وألان كلارك، ومايكل سترومير، ونورمان ديفيز، وجون لوكاكس، وفريدريك ب. فيغل، وكوريللي بارنيت، وجون شارملي، وويليام هنري شامبرلين، وديفيد ب. كاليو، وموريس كاولينغ، وألان جون بيرسيفال تايلور، وألفريد موريس دو زاياس.
يرى بوكانان أن بريطانيا أخطأت في خوضها حربين ضد ألمانيا خلال الحرب العالمية الأولى والثانية، إذ يعتقد أنه كان قرارًا كارثيًا على العالم كله.

### الحرب العالمية الأولى
يتهم بوكانان تشرشل، بصفته القائد الأول للبحرية البريطانية وقتها، بتعطشه للحرب عام 1914. ويتبع بوكانان استنتاجات جورج كينان، الدبلوماسي الأمريكي، الذي وضح في كتابه التحالف المصيري عام 1984 أن التحالف الفرنسي الروسي عام 1894 كان بغرض حصار ألمانيا، وأن سياسة ألمانيا الخارجية تغيرت إلى سياسة دفاعية بدلًا من كونها سياسةً عدائية. يصف بوكانان ألمانيا بأنها كانت قوةً مُشبَّعة تسعى للسلام والازدهار، ولكنها هُددت بسياسات فرنسا الانتقامية المهووسة باسترداد أراضي الألزاس واللورين إلى سيطرتها. ووصف بوكانان روسيا بأنها قوة استعمارية كانت تنفذ مخططات عدائية مناهضة لألمانيا بأوروبا الشرقية.
يرى بوكانان أن بريطانيا لم تكن على خلاف مع ألمانيا قبل عام 1914، ولكن سببت نهضة البحرية الإمبراطورية الألمانية، بقيادة الأميرال ألفريد فون تيربيتز، تهديدًا لبريطانيا وأجبرتها على العودة للمياه الأوروبية بأسطولها الملكي متحالفةً مع روسيا وفرنسا. يؤكد بوكانان أن السياسة التي ربطت إنجلترا بفرنسا كانت كارثية وخلقت ظروفًا أدت إلى الزج ببريطانيا في الحرب العالمية.
ومن ناحية أخرى، يؤكد بوكانان أن المسؤولية الأكبر في تدهور العلاقات الإنكليزية الألمانية تقع على «المشاعر المعادية للألمان» والتحمس لتوقيع الاتفاق الودي مع فرنسا بواسطة وزير الخارجية البريطاني وقتها إدوارد غراي. ويؤكد بوكانان أن بريطانيا كان بإمكانها أن تنهي السباق البحري العسكري بينها وبين ألمانيا في عام 1912 عن طريق تعهدها باتخاذ موقفٍ محايدٍ في الحرب الألمانية الفرنسية.
يصف بوكانان القوة العسكرية البروسية بأنها خرافة مناهضة لألمانيا وُضعت بواسطة رجال الدولة البريطانيين، وتؤيد السجلات الألمانية اعتقاده بأنها كانت القوة العسكرية الأضعف ضمن بقية القوى الأوروبية. كتب بوكانان أيضًا أن بريطانيا خاضت 10 حروب خلال المئة عام بين معركة واترلوعام 1815 والحرب العالمية الأولى عام 1914، بينما خاضت ألمانيا ثلاثة حروب فقط خلال الفترة نفسها. وأشار أيضًا إلى أن القيصر الألماني فيلهلم الثاني لم يخض أي حروب حتى عام 1914، بينما خاض تشرشل ثلاثة حروب. كتب بوكانان: «عاصر تشرشل حروبًا أكثر مما عاصرها أي جندي بالجيش الألماني وقتها».
يدّعي بوكانان أن فيلهلم حاول بكل قوة أن يتجنب الحرب عام 1914، وصدّق الادعاء الألماني أن التحرك العسكري الروسي يوم 31 يوليو هو ما أجبر ألمانيا على خوض الحرب. يتهم بوكانان تشرشل وغراي بإقحام بريطانيا في الحرب العالمية الأولى عام 1914 عن طريق التعهد بأن بريطانيا ستدافع عن فرنسا عسكريًا بدون علم مجلس الوزراء أو البرلمان البريطاني. يرى بوكانان أنه ما كان على الولايات المتحدة أن تخوض الحرب العالمية الأولى مطلقًا، ويرى أيضًا أنها خُدعت واُقحمت لهذه الحرب عام 1917، يكتب بوكانان: «ألقى الأمريكيون اللوم على تجار الموت، وهم المنتفعين من الحرب، بالإضافة إلى الإعلام البريطاني»، فقد ساهم الإعلام البريطاني في خلق الخرافة الشهيرة «اغتصاب بلجيكا».
يصف بوكانان «حصار الجوع» البريطاني الذي فُرض على ألمانيا خلال الحرب العالمية الأولى بالجريمة واتفق مع رأي الاقتصادي البريطاني جون مينارد كينز أن التعويضات التي فُرض على ألمانيا أن تدفعها وفق معاهدة فرساي كانت مستحيلة السداد.

### الحرب العالمية الثانية
يرى بوكانان أنه كان من الممكن تجنب الحرب العالمية الثانية إذا لم تكن معاهدة فرساي بهذه القسوة تجاه الجانب الألماني. ويرى أيضًا أنها كانت معاهدةً غير عادلة تجاه ألمانيا وأن المحاولات الألمانية في التراجع عنها كانت عادلةً وأخلاقية. يصف بوكانان المؤرخين الذين يلقون اللوم على ألمانيا في الحرب العالمية الأولى والثانية بـ«مؤرخين البلاط الملكي»، أي أنهم يكتبون التاريخ بما في صالح الحكام، ي إذ يرى أنهم خلقوا خرافة أن ألمانيا هي المذنب الوحيد في الحرب العالمية الأولى والثانية. وعلى النقيض من معارضته لمعاهدة فرساي، أيد بوكانان معاهدة بريست ليتوفسك وكتب أن ألمانيا قدمت من خلالها طلبًا بحق تقريرالمصير إلى روسيا، التي وصفها بوكانان بـ«سجن الأمم»، لتحرير عدة دول من الحكم الروسي، وهي فنلندا، وإستونيا، ولاتيفا، وليتوانيا، وبولندا، وأوكرانيا، وبيلاروسيا، وبلاد القوقاز التي شملت جورجيا، وأرمينيا، وأذريبجان. قال بوكانان أن دولة المجر، التي خسرت ثلثي أراضيها إثر معاهدة تريانون، اعتبرت هذه المعاهدة كارثةً وطنية وأدى هذا إلى سخطها الشديد تجاه الحلفاء.
وضع الألمان ثقتهم الكاملة تجاه أدولف هتلر وصاروا أكثر وطنية نتيجة للإهانة التي تعرضت لها ألمانيا في معاهدة فرساي. أشار بوكانان بكتابه على ما وصفه بالحرب الأهلية الكبيرة في الجانب الغربي خلال الحرب العالمية الأولى والثانية، وأكد على وجوب اتخاذ بريطانيا موقفًا محايدًا وقتها بدلًا من تمسكها بمعاهدة فرساي الظالمة. أدان بوكانان القادة البريطانيين والفرنسيين خلال العقد 1920 إذ لم يعرض أحدهم التراجع عن معاهدة فرساي لصالح ألمانيا في أثناء وجود جمهورية فايمار، والذي كان سيحد من صعود هتلر.
أيد بوكانان بعض الاقتباسات للمؤرخين ريتشارد لامب، وألان بولوك بأن محاولة المستشار الألماني هاينريش برونينغ لتأسيس الاتحاد الجمركي النمساوي الألماني في مارس عام 1931 كان بإمكانه أن يمنع هتلر من الوصول إلى السلطة. وانتقد بوكانان الحلفاء في معارضة هذه المحاولة واستشهد بما كتبه بولوك عن قرارهم بمنع هذا الاتحاد: «لم يساهم هذا القرار في إفشال البنك النمساوي وإحداث الأزمة المالية الصيفية في ألمانيا فحسب، بل أجبر أيضًا وزارة الخارجية الألمانية أن تعلن تخلي ألمانيا عن المشروع يوم الثالث من سبتمبر. وتسبب هذا في إهانة بالغة لحكومة برونينغ وأدى إلى زيادة السخط الوطني في ألمانيا». يرى بوكانان أن بريطانيا وفرنسا وإيطاليا وتشيكوسلوفاكيا ساعدوا جميعًا هتلر في صعوده للسلطة عام 1933 بطريقة غير مباشرة.